# エレクトラ (ソポクレス)
『エレクトラ』（エーレクトラー、古代ギリシア語: Ἠλέκτρα、ラテン語: Electra）は、古代ギリシャ三大悲劇詩人の一人であるソポクレスが書いた悲劇。執筆された年は不明だが、『ピロクテテス』(紀元前409年)や『コロノスのオイディプス』(紀元前401年)と様々な文体上の共通点を有しており、このため後期の作品ではないかと考えられている。
トロイア戦争後のアルゴスの街を舞台とし、エレクトラとその弟オレステースが、母であるクリュタイムネーストラーと継父アイギストスに対して父アガメムノーン殺害の復讐を果たす物語である。
本作の他に同じくミケーネの王アガメムノーンの娘エレクトラを主役にしたエウリピデスの作品と、同じ伝説を扱っているがアガメムノンの息子のオレステースを主役に据えたアイスキュロスの作品がある。

## 背景
王であるアガメムノーンがトロイア戦争から帰還し、側女としてカッサンドラーを連れて帰ってきた。アガメムノーンの妻クリュタイムネーストラーは夫のいとこであるアイギストスを恋人としており、アガメムノーンを殺害する。クリュタイムネーストラーは戦争がはじまる前にアガメムノーンが娘のイーピゲネイアを神々の命に応じて生け贄として殺したため、その復讐として夫殺しは正当であると信じていた。アガメムノーンとクリュタイムネーストラーの娘エレクトラはまだ小さい弟オレステースを母の手から救い、フォキスのストロフィオスのところに預ける。この芝居は、大人の男性となったオレステースが復讐を行い、王位を要求するつもりで数年後に帰ってくるところからはじまる。

## あらすじ
トロイア戦争から帰還したアガメムノンは妻のクリュタイムネストラとその情夫アイギストスによって暗殺された。劇は暗殺されたアガメムノンの墓前にアガメムノンの遺児オレステスが現れるところから始まる。オレステスは従者に、デルフォイの神託所でアポロンから授けられた策を説明し、二人はそれを実行に向かう。
オレステスが退場するのに代わってエレクトラが登場。アガメムノンの死やオレステスの不在を嘆く。そこにエレクトラの妹クリュソテミスや母クリュタイムネストラが現れる。エレクトラと彼女らが口論したのち、使者がオレステスが競技中に事故死したとの知らせを持ってくる。知らせを聞いたクリュタイムネストラやクリュソテミスは勝ち誇りながらその場を去る。残されたエレクトラが嘆いていると、そこにオレステスが現れ、先の知らせがアポロンの策による偽報なのだと説明する。
策を知らされたエレクトラはオレステスと協力してクリュタイムネストラを殺害。さらに偽報を聞いてやってきたアイギストスも捕らえて屋敷の中に引き立てていく。コロスが二人の勝利を称えながら劇は終わる。

## 類似の主題を扱った作品
オレステースの復讐の物語はギリシア悲劇においては人気のある題材であった。アテーナイの主要な悲劇作家であった3人は全員、この主題を扱った芝居を書いており、現存している。ソポクレスの『エレクトラ』以外の作品としては以下のようなものがある。
- 『供養する女たち』(紀元前258年) - アイスキュロスによるオレステイア三部作のうちの一作である。
- 『エレクトラ』 - エウリピデスによる戯曲で、おそらくは紀元前410年代の半ば頃、紀元前413年より前に書かれたのではないかと言われている。基本的にはソフォクレスと同じ物語だが、非常に異なった戯曲である。
- 失われた叙事詩の環のひとつである『ノストイ』(『帰国譚』)の終わりの部分でこの物語が語られていたと考えられている。
- ホメーロスの『オデュッセイア』にもこの出来事が登場する。

## 受容
L・A・ポストは、ソポクレスの『エレクトラ』は「アクションの強調という点でギリシア悲劇の中でも特異な作品」であったと述べている。

## 翻案
- 『エレクトラ』(Elektra) - フーゴ・フォン・ホーフマンスタールによる1903年の翻案戯曲である。
- 『エレクトラ』(Elektra, Op. 58) - リヒャルト・シュトラウスが作曲し、フーゴ・フォン・ホーフマンスタールが台本を担当した。1909年の一幕もののオペラである。
- 『エレクトラ』(Elektra) - 2010年のマラヤーラム語による映画で、シャーマプラサード(Shyamaprasad)監督・共同脚本による心理ドラマである。

## 日本語訳
- 『ギリシア悲劇2 ソポクレス』 松平千秋訳、ちくま文庫、1986年
  - 『ギリシア悲劇全集 第2巻 ソポクレス』 人文書院、1960年、各・松平千秋訳
  - 『世界古典文学全集8　アイスキュロス ソポクレス』 筑摩書房、1964年
  - 『ギリシア劇集』 新潮社、1963年
- 『ギリシア悲劇全集4 ソポクレース』 大芝芳弘訳、岩波書店、1990年
- 『エレクトラ』 山形治江訳、劇書房、2003年
- 『古典劇大系 第一巻 希臘編1』 村松正俊訳、近代社、1925年、
- 『世界戯曲全集 第一巻 希臘編』 同上、近代社、1927年
- 『希臘悲壯劇 ソポクレース』 内山敬二郎訳、理想社、1941年
- 『ギリシャ悲劇全集2』 内山敬二郎訳、鼎出版会、1978年、改訳